# 코스모스 167호
코스모스 167(러시아어: Космос 167, 영어: Kosmos 167, 4V-1 311호이라고 불리기도 한다)은 1967년 소련의 금성 탐사선이다. 4V-1 탐사선들은 베네라 계획의 일부로 발사되었고, 코스모스 167은 원래 금성에 착륙할 예정이었다. 하지만 발사 실패로 지구 저궤도를 떠나지 못해 실패했다.
코스모스 167은 라보슈킨에 의해 만들어지고 운영된 두 번째 4V-1 탐사선이었다. 첫 번째는 베네라 4호였다.
몰니야-M 로켓은 3MV-4 6호 탐사선을 발사하는 데도 사용되었었다. 코스모스 167은 1967년 6월 17일 바이코누르 우주 기지 1/5 발사장에서 협정 세계시 2시 36분 38초에 발사되었다. 터보 펌프의 냉각 문제로, 로켓의 4단에 해당되는 블록-L이 점화되지 못했고, 따라서 탐사선은 궤도를 벗어나는 데 실패했다. 탐사선은 근지점이 187 km, 원지점이 262 km이고 적도를 기준으로 한 궤도 경사가 51.8도인 지구 저궤도로 진입했다. 탐사선은 일반적으로 군사 위성이나 발사 실패를 숨기기 위해 붙이는 이름인 "코스모스"를 붙여 코스모스 167로 명명되었다. 만약 탐사선이 지구 궤도를 떠나는 데 성공했다면, "베네라"라는 이름을 받았을 것이다. 이번과 같은 경우에는 "베네라 5호"로 명명될 수 있었다. 1967년 6월 25일, 탐사선은 지구의 대기권으로 들어오며 파괴되었다.